# Ulodidae
Ulodidae je čeleď brouků z nadčeledi Tenebrionoidea.

## Taxonomie
- rod Arthopus
- rod Brouniphylax
- rdo Dipsaconia
- rod Exohadrus
- rod Ganyme
- rod Meryx
- rod Notocerastes
- rod Phaennis
- rod Pteroderes
- rod Syrphetodes
- rod Trachyderas
- rod Trachyderastes
- rod Ulodes
- rod Waitomophylax †